# 雑高書低
雑高書低（ざっこうしょてい）とは1980年代の出版業界で見られた現象。

## 概要
この頃は「雑誌の時代」と呼ばれ年間200誌以上の雑誌が創刊され、中でも低成長ではあるが広告収入を見込んだ雑誌の創刊や雑誌の細分化が相次いだ。同時に第四時文庫ブーム、コミックブーム、ノベルス新書ブームも起こり、共通点は定期刊行化、大量生産、エンターテインメント、低価格、消費財化であった。これは書籍も含めた「総雑誌化」現象とも呼ばれ、この傾向は現代でも続いている。この頃から書籍や専門書を中心とする中堅出版社の経営は厳しくなっていく。技術面では活版印刷に代わる電算写植、Computer Typesetting System（CTS）の普及によって配列組み換えが簡単になり、CTSで組まれた雑誌の連載を連載終了後にそのデータベースを単行本化、文庫本化などに活用できるようになった。